# Tres augustos i cinc emperadors

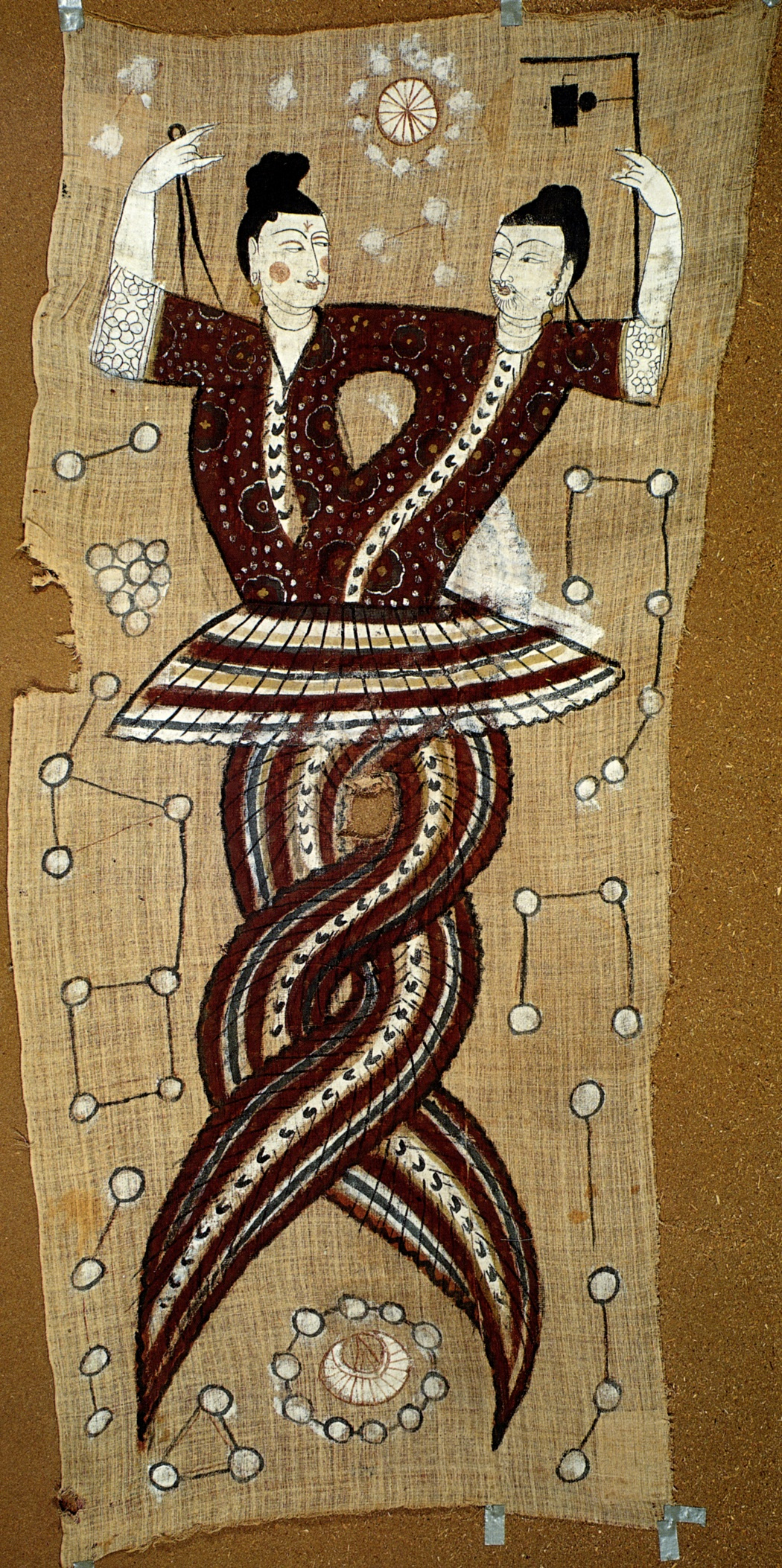
Nuwa amb el compàs i el seu marit Fuxi amb l'escaire, a les excavacions arqueològiques de Xinjiang

Els tres augustos i els cinc emperadors (xinès: 三皇五帝, pinyin: sān huáng wǔ dì) són els governants mitològics de la Xina anteriors a la primera dinastia Xia.
La tradició xinesa atribueix a aquests personatges mitològics la fundació de la civilització xinesa i la invenció de les institucions socials, culturals i econòmiques, com per exemple la família, l'agricultura, l'escriptura, etc. Tot i el caràcter llegendari de les històries que s'expliquen sobre aquests personatges, que haurien viscut centenars d'anys i serien els responsables de fets quasi miraculosos, és possible que a l'origen d'aquestes llegendes es trobin personatges reals, caps tribals del III mil·lenni aC que haurien aconseguit victòries militars prèvies a la unificació de la Xina de la possiblement llegendària dinastia Xia.
Les fonts històriques xineses coincideixen en el nombre de tres augustos i cinc emperadors, però les identitats d'aquests varien segons les fonts, existint diverses versions tant pels augustos com pels emperadors.

## Tres augustos
Existeixen diverses versions de les identitats d'aquests tres augustos (三皇 sān huáng)
- August Celestial (天皇 Tiānhuáng), August Terrenal (地皇 Dìhuáng) i August Qin (泰皇 Qínhuáng), segons les Memòries històriques de Sima Qian.
- August Celestial, August Terrenal i August humà (人皇 Rénhuáng), segons l'obra de la dinastia Song Tàipíng Yùlǎn (太平御覽), que cita una obra de la dinastia Han Occidental, el Chūnqiū Wěi (春秋緯). Aquesta llista es diferencia de l'anterior només en l'ús d'un nom lleugerament diferent per al tercer august.
- Suiren, Fuxi i Shennong, segons el Shàngshū dàzhuàn (尚書大傳) i el Báihǔ Tōngyì (白虎通義).
- Fuxi, Nuwa i Shennong, segons el Yùndòu Shū (運斗樞) i el Yuànmìng Bāo (元命苞).
- Fuxi, Shennong i l'Emperador groc, segons el Dìwáng Shìjì (帝王世紀).
- Fuxi, Shennong i Gonggong (共工), segons el Tōngjiàn Wàijì (通鑒外紀).

Una altra versió, citada en la Viquipèdia xinesa sense aportar fonts menciona el déu del foc Zhùróng (祝融) en comptes de Gonggong.

## Cinc emperadors
Les identitats més habituals dels cinc emperadors (五帝 wǔ dì) són les que es mencionen en diversos escrits de l'antiguitat, com les Memòries històriques de Sima Qian, el Shìběn (世本) o el Dàdàijì (大戴記). D'acord amb aquestes obres els cinc emperadors són els següents:
- l'Emperador Groc
- Zhuanxu (顓頊).
- Diku (帝嚳), o simplement Kù (嚳).
- Tangyao (唐堯), o simplement Yáo (堯).
- Yushun (虞舜), o simplement Shùn (舜).

Altres versions de les identitats d'aquests cinc emperadors inclouen la del Llibre dels Ritus (禮記 Lǐjì): Taihao (太皞) （identificat amb Fuxi）, Yandì (炎帝) （identificat amb Shennong), l'Emperador Groc, Shaohao (少皞) i Zhuanxu. Per la seva part el prefaci al Clàssic dels documents (尚書序 Shàngshū Xù) i el Dìwáng Shìjì (帝王世紀) recullen una altra versió: Shǎohào (escrit aquí 昊）, Zhuanxu, Gāoxīn (高辛) （identificat amb Diku）, Tangyao i Yushun. 
De vegades s'identifica als cinc emperadors amb els cinc punts cardinals (en la tradició xinesa el "centre" es considera un punt cardinal més), com per exemple en la versió recollida en les Elegies de Chu (楚辭 chǔcí): Taihao (Est), Yandi (Sud), Shaohao (Oest), Zhuanxu (Nord) i l'Emperador groc (Centre).

## Mite de creació
El primer mite de creador de l'univers normalment inclou Pangu en la mitologia. Després de la seva mort el seu ull esquerre va esdevenir el Sol, mentre que l'ull dret va esdevenir la Lluna. Diferents parts del seu cos es van convertir en el món. També hi ha la llegenda dels Quatre shi (四氏) que van participar en la creació del món. Els quatre membres són Youchao-shi (有巢氏), Suiren-shi (燧人氏), Fu Xi-shi (伏羲氏), i Shennong-shi (神農氏).